# بين أنف وشفتين
بين أنف وشفتين ، مسلسل سعودي مقتبس من رواية بين أنف وشفتين للروائية الكويتية علياء الكاظمي وبطولة الفنان خالد البريكي ونورة العقيلي وشملان العميري، ومن إنتاج المنتج علي العلي (برايت لينز ميديا) واخراج محمد القفاص. 

## قصة المسلسل
يتكون المسلسل من عدة مواسم حيث أن الموسم 1 مكون من 7 حلقات وتدور أحداثه حول فتاة تعاني من تشووه خلفي في الشفتين وهو ما يسمى بالشفة الأرنبية حيث تواجه التنمر الإجتماعي الذي يدور حولها بسبب هذا التشوه مما يجعلها تصارع من أجل الوصول إلى سعادرتها وراحتها النفسية.   

## طاقم التمثيل
- - خالد البريكي
  - نورة العقيلي
  - شملان العميري
  - أيمن رجب
  - نورة جمال
  - عالية محمد
  - ناريمان
  - إبراهيم البيراوي
  - هانيه سليمان
  - صباح الشتر
  - مبارك خميس
  - ابتسام عبد الله

## الإنتاج
- إخراج محمد القفاص
- إشراف فني محمد حسين
- إنتاج وإشراف عام علي العلي
- الروائية علياء الكاظمي
- سيناريووحوار ساره ديب
- منتج منفذ علي العرادي
- مشرف درامي يامن عبدو
- مساعد مشرف درامي محمد اللويمي
- مكياج ياسر سيف